# グリフォンマスク
グリフォンマスク（Griffon Mask, 英語表記：The Griffon / Tizoc〈ティゾック、日本国外版〉）は、SNK（SNKプレイモア）の対戦型格闘ゲーム『餓狼 MARK OF THE WOLVES』などに登場する架空の人物。担当声優は花田光（日本版）、Jalen K. Cassell（日本国外版）。

## キャラクターの設定
鳥類を模した形のマスクの覆面レスラー。デビューして以来無敗を誇り、子供たちの人気者だったが、突如謎の男に襲撃されて敗北を喫する。そのことをきっかけに2年間の特訓を行い、成果を確かめるべく格闘大会「キング・オブ・ファイターズ」に出場する。
『餓狼 MARK OF THE WOLVES』（以下『餓狼MOW』と表記）でのエンディングでは、一度は引退を考えるが足が不自由な子供が自分を目標にリハビリをしている所を目撃し、グリフォンマスクとして子供たちに希望を与え続けることを決意する。
表裏のない性格で、子供の手本になろうとしているためか普段からも毅然とした態度を取る。話し口調の二人称は「ユー」であることが多い。
鳥のマスクを被っているが、「鳥」呼ばわりされるのは我慢がならないらしく、言われる度に反論する。特にマルコ・ロドリゲスのことはグリフォンマスクを本当の鳥と本気で誤解して襲ってくるので嫌っている。
『餓狼伝説 City of the Wolves』（以下『餓狼CotW』と表記）では、一度はリングから降りたが子供たちから声援を受けカムバックした。少年に勇気を与えるために、さらなる激闘の舞台に挑むためKOFに参加。

### 客演作品
『ザ・キング・オブ・ファイターズ』（以下『KOF』と表記）シリーズにも『KOF2003』（以下『2003』と表記）から登場しており、『2003』では餓狼チーム、『KOF XI』では餓狼MOWチームに所属している。また、このシリーズではキム・カッファンと同様に悪人キャラクターに対しての専用対戦前デモが存在する。
『KOF』シリーズではジョー・ヒガシから間違った日本語を教えられたり、海賊のB.ジェニーとそうとは知らずチームを組むなど、騙されやすい面を強調されている。KOFへの出場目的は優勝賞金であるが、賞金の使い道は自分のプロレスの試合を子供たちが無料で観戦できるグリフォンシートを作ることや孤児院への寄付とあくまでも子供たちのため。
『2003』では最近グレートニンジャ・ミナミというプロレスラーと対戦して勝利し、弟子にしたらしい。

## キング・オブ・ダイナソー
『KOF XIV』には悪役覆面レスラーのキング・オブ・ダイナソー（King of Dinosaurs）が登場している。
ゲーム内では正体を隠しているが、グリフォンマスクと同一人物であることがテリーやネルソンとの対戦前の会話などで示唆されており、公式コミカライズの『THE KING OF FIGHTERS〜A NEW BEGINNING〜』では実際に正体を明かしている。『KOF XIV』での所属チームのメンバーのラモンとアンヘルはダイナソーの正体に気づいていない。『KOF XV』ではラモンと共にアントノフ主催のプロレス団体のメンバーになる。

## ゲーム上の特徴
『餓狼MOW』ではSNKの格闘ゲームには珍しくレバー一回転コマンドの必殺技などを持つ投げキャラクター。それゆえに連続技に向いた技は少なく、その上に強攻撃や上段避け攻撃にキャンセルはかけられず（立ち強パンチのみはガードされた場合にだけキャンセル可能）、ブレーキングもこのキャラクターに限っては連続技を発展させるためには機能しないため、他のキャラクターのようには連続技ができず、肝心のコマンド投げもやや癖の強い部分がある。
『KOF』シリーズではレバー一回転のコマンドが変更されるなど扱いにくさが緩和され、さらにシステム上コマンド投げがのけぞりを投げられるため、連続技で大ダメージを与えることもできるようになった。また、『餓狼MOW』での上段避け攻撃やT.O.P.アタックが特殊技として採用されている。

## 技の解説
技名が2つある場合は、後者がキング・オブ・ダイナソーが使用する類似技。グリフォンマスクのものとしてはギリシア神話の神などの名前が含まれた技名が大多数を占める。

### 通常投げ
グリフォンタワー
裏投。
グリフォール
『餓狼MOW』での「グリフォンタワー」の追加攻撃。倒れた相手に覆い被さり、押さえ込みの姿勢を取る。
グリハッグ
ベアハッグで相手を締め上げたあと、蹴りで吹き飛ばす。
ダイナボム
キング・オブ・ダイナソーが使用。相手を壁に叩き付ける。
ダイナバスター
キング・オブ・ダイナソーが使用。バックドロップ。

### 特殊技
上段避け攻撃
嘴を突き出す。元は『餓狼MOW』での同名のシステム。
グリドロスーパーキック
真横に跳んでドロップキックを繰り出す。『餓狼MOW』ではT.O.P.アタックとなっている。
チャージグリチョップ
『CotW』から使用。
チャージグリキック
『CotW』から使用。
レックスヘッド
キング・オブ・ダイナソーが使用。頭を振り下ろす。
ユカタンパンチ
キング・オブ・ダイナソーが使用。斜め上に掌底を繰り出す。

### 必殺技
ポセイドンウェーブ
突進しつつラリアットを繰り出す。強はバックステップしてから攻撃する。強のみブレーキングに対応し、その際はバックステップで中断される。
オリンポスオーバー
放物線を描くように跳んでのエルボードロップ。「ポセイドンウェーブ」と同じく強はバックステップしてから攻撃し、ブレーキングを行うとバックステップで中断する。
グリフォール
ダウンした相手に覆い被さるようにボディプレスを仕掛ける。『2003』でのみの「ポセイドンウェーブ」および「オリンポスオーバー」からの追加技で、大元は通常投げの「グリフォンタワー」からの追加技。
ジャスティスハリケーン / ゼツメツハリケーン
コマンド投げ。相手を掴んだまま空中に高く跳び上がり、錐揉み回転しつつ落下して相手を脳天から叩き付ける。『餓狼MOW』ではこの技がレバー一回転コマンドである。
「ゼツメツハリケーン」は相手の背後に回り込んでから決める。また、EX版だと「ジャスティ…」と言いかけて訂正する。
イカロスクラッシュ
空中で入力する打撃技。一見投げ技のように見えるが、ジャストディフェンスが可能である。ヒット時に相手を掴みそのまま空中で一回転し、落ちながらジャーマンスープレックスのように地面に叩き付ける。
ヘラクレスルー
相手を自分の背後の画面端の壁に投げつけ叩き付けるコマンド投げ。叩きつけられた相手は壁から跳ね返り、その間に空中追撃可能な状態になる。
アクティブテュポーン / アサルトラプター
空中を跳んで接近し、両脚で相手の首を挟み宙返りして相手を地面に叩き付ける移動投げ。
「アサルトラプター」は相手の上半身を挟み何度も噛みついた後、最後に叩き落とす。
アルティミスレックス
『CotW』からの技。前方に踏み込み、触れた相手の背後に回り込んでバックドロップを決める。
アンキロハンマー
類似技の「ダイダロスアタック」とは違い、通常の必殺技。爪を使っての連続攻撃で、弱版は振り下ろしと振り上げのみ、強版は振り上げ後にもう一度振り下ろし、EX版は頭突き攻撃を繰り出す。
アンキロハンマー・ブレーキ
「アンキロハンマー」からの追加技で、グリフォンマスクのブレーキングにあたる。
ギガコンピー
キング・オブ・ダイナソーが使用。相手の足に噛みつき、反対側に投げる。

### 超必殺技・潜在能力
ビッグフォールグリフォン / スーパーゼツメツハリケーン
コマンド投げ。相手を掴むと上空に跳び上がって画面真上（天井）に叩き付け、相手を両脚で踏むように押さえつけて真下に急降下し地面に叩き付ける。潜在能力版（『KOF』シリーズではリーダー超必殺技）は天井に叩きつけた後「ジャスティスハリケーン」の動作を行う。特訓中滝に打たれていた際、「流れに弱い箇所がある」という点に気付き、この技を編み出した。
『餓狼MOW』ではレバー2回転コマンドだったが、これも『KOF』シリーズでは変更されている。
「スーパーゼツメツハリケーン」は移動投げになっている。また、ビッグフォールグリフォンとは逆に、通常版ではゼツメツハリケーンで、MAX版では踏みつけながら叩き付ける。
ダイダロスアタック
打ち下ろしフックとアッパーから「ポセイドンウェーブ」に連係する打撃技。潜在能力版は打ち下ろしフックとアッパーを3セット繰り返す（『KOF』シリーズでは採用されていない）。『餓狼MOW』のみ技中背景が光が線状に流れるものに変わる演出がある。
ダイダロス・サンセット・スラロームターン
『CotW』のヒドゥンギア。竜巻を起こしながらビッグフォールグリフォンを繰り出し、浮いた相手を追跡して空中で捻ってからブリッジの姿勢で相手を下部にホールドして地面に叩き付ける。
ディナー オブ ダイナー
キング・オブ・ダイナソーが使用。突進しながら連続で噛みつき、最後に頭突きをかます。MAX版では頭突きの後、宙返りしながら尻尾で叩き付ける。
ティラモサドレッドカルノガオー
『KOF XIV』におけるキング・オブ・ダイナソーのCLIMAX超必殺技。2回頭突きで打ち上げた後、横に頭突きしながら相手を壁に叩き付ける。

## 関連人物

### グリフォンマスクの関連人物
- テリー・ボガード - 『KOF 2003』のチームメイト
- ジョー・ヒガシ - 『KOF 2003』のチームメイト
- 牙刀 - 『KOF XI』のチームメイト
- B.ジェニー - 『KOF XI』のチームメイト

### キング・オブ・ダイナソーの関連人物
- ラモン - プロレスの同業者、『KOF XIV』『KOF XV』のチームメイト
- アンヘル - 『KOF XIV』のチームメイト
- アントノフ - 『KOF XV』でのチームメイト
- ネルソン - ライバル、宿敵